# ديلسا ديمرباغ ستين
ديلسا ديمرباغ ستين (بالكردية: Dilşa Demirbag Sten) وهي ناشطة وصحفية وكاتبة وليبرالية ملحدة سويدية من أصل كردي تركي ولدت في يوم 10 أكتوبر 1969 في قرية كيرفان في تركيا، ومقالاتها تخص الدمج العرقي وجرائم الشرف والدين والتمييز على أساس الجنس والأصولية الإسلامية وظهرت مقالاتها في مجلات إكسبريزن وغوتبورغس بوستن وداجينس نايهيتر وظهرت على القناة الثامنة السويدية وهي إنسانية علمانية وهي عضوة في المؤسسة الإنسانية السويدية، وهي شقيقة المغنيتين دي ديمرباغ وديلبا ديمرباغ.